# جمفبروزيل
جمفبروزيل دواء خافض للكوليسترول ينتمي إلى مجموعة الفايبرات.
تعد شركة بارك ديفز (والتي هي حاليا إحدى الشركات التي استحوذت عليها شركة فايزر) أول شركة دوائية قامت بإنتاجه باسم لوبد (Lopid).

## طريقة عمل الدواء
جمفبروزيل كبقية الفايبرات يقوم بتفعيل مستلمات مولدات بيروكسيسوم الفعالة (PPAR-peroxisome proliferator-activated receptors) والتي تؤثر على أيض السكريات والدهنيات وتكوين النسيج الدهني.

## فعاليته الدوائية
- يخفض مستوى الدهون الثلاثية.
- يخقض مستوى اللايبوبروتين VLDL.
- انخفاض بسيط لمستوى اللايبوبروتين LDL.
- زيادة متوسط لمستوى اللايبوبروتين HDL.

## أعراض جانبية
- اضطرابات الجهاز الهضمي.
- نقص بوتاسيوم الدم
- آلام المفاصل والعضلات.
- زيادة احتمالية حدوث حصاة كيس الصفراء.
- تشير بعض الدراسات لوجود زيادة احتمالية حدوث الإصابة بالسرطان.

## المحاذير وموانع الاستخدام
يحذر استخدام جمفبروزيل عند المرضى المصابين بالحلات التالية أو ممن يمكن شملهم بهذه المجموعات:
- أمراض الكبد
- أمراض الكلية
- أمراض كيس وقناة الصفراء
- الحمل
- السمنة
- الأمريكان الأصليون